# Punta de Carretera
Punta de Carretera ist eine Ortschaft in Uruguay.

## Geographie
Punta de Carretera befindet sich im nördlichen Landesteil Uruguays auf dem Gebiet des Departamento Tacuarembó in dessen Sektor 8. Der Ort liegt südwestlich von Puntas de Cinco Sauces, nordnordwestlich von Las Toscas und ostsüdöstlich von Pueblo del Barro.

## Infrastruktur
Der Ort wird südlich von der Ruta 26 tangiert.

## Einwohner
Beim Census 2011 betrug die Einwohnerzahl von Punta de Carretera 110, davon 63 männliche und 47 weibliche. Für die vorhergehenden Volkszählungen der Jahre 1963, 1975, 1985, 1996 und 2004 sind beim Instituto Nacional de Estadística de Uruguay keine Daten erfasst worden.
| Jahr | Einwohner |
| ---- | --------- |
| 1996 | -         |
| 2004 | -         |
| 2011 | 110       |

Quelle: Instituto Nacional de Estadística de Uruguay